# Luca Crippa
Luca Crippa (Seregno, 6 aprile 1922 – Seregno, 29 giugno 2002) è stato un pittore e scenografo italiano.

## Biografia
Luca Crippa nasce a Seregno (all'anagrafe Luigi) da una famiglia di artigiani, il 6 aprile 1922. Frequenta l'ISIA di Monza, dove ha come maestri Ugo Zovetti (Decorazione pittorica), Pio Semeghini (Figura disegnata), Raffaele De Grada (Disegno di composizione) e il grande Marino Marini (Plastica Ornamentale), diplomandosi nel 1943.
Durante gli anni della scuola sviluppa una squisita sensibilità sospesa tra dadaismo e surrealismo, sorretta da un momento tecnico di grande spessore, infatti si datano al '40 i suoi primi collages fotografici e opere polimateriche.
Nel '44 esordisce con una mostra personale presso la Galleria Borromini di Como, e nel 1946, trasferitosi a Milano, lavora per tre anni seguendo gli studi decorativi dei progetti dello studio di Giò Ponti.
Nel 1948 partecipa alla Triennale di Milano, realizza le decorazioni su legno, vetro e tela per le sale dei transatlantici Conte Biancamano, Andrea Costa, Michelangelo e Conte Grande e inizia una felicissima attività di scenografo e bozzettista di costumi per spettacoli televisivi e per oltre trecento spettacoli nei maggiori teatri italiani e stranieri: da ricordare i lavori per i Teatri San Carlo e di Corte a Napoli, Carlo Felice di Genova, Comunale di Bologna, per il Teatro del Casinò di San Remo, La Pergola di Firenze, il Teatro Verdi di Trieste, il Piccolo Teatro di Bolzano, la Fenice di Venezia, l'Opéra e il Lutéce di Parigi e i milanesi Piccolo Teatro e Piccola Scala, spettacoli all'aperto al Castello di San Giusto a Trieste, Palazzolo Acreide e all'Area Flegrea. 
E ancora il progetto delle scene e dei costumi per la messa in scena del Macbeth di Shakespeare, con cui nel 1952 vengono ufficialmente inaugurate le trasmissioni della RAI Radio Televisione Italiana.
Due importanti riconoscimenti gli vengono tributati, il primo nel 1964, quando alla 'XXXII Esposizione internazionale d'arte di Venezia gli viene assegnato dall'americana David E. Bright Foundation il prestigioso premio Internazionale per il bianco e nero, e due anni più tardi, nel 1966, quando Arturo Schwarz lo invita ad esporre le proprie opere, cinque lavori datati dal '42, in occasione della mostra dei cinquant'anni Dada in Italia 1916-1966 al Padiglione d'arte contemporanea. 
Dal 1970, dopo la mostra alla Galleria Milano Disegni, collage e oggetti surrealisti. 1938-1948, la sua ricerca e produzione artistica si intrecciano con l'attività di docente in Decorazione pittorica all'Accademia di Brera di Milano, dove insegna dal 1971 al 1993.
Nel 1972 viene nominato commissario per la grafica internazionale alla Biennale di Venezia. Le mostre antologiche di Palazzo dei Diamanti a Ferrara nel 1982 e della Galleria Montrasio di Monza del 1995 sono, all'interno del percorso artistico del maestro, momenti fondamentali per la conoscenza dell'evoluzione del suo linguaggio e della maturazione, coronandolo come uno tra i maestri qualitativamente più prolifici del panorama grafico italiano.
Esperto riconosciuto di ogni tecnica grafica, concede sul foglio, agli eventi e agli oggetti del quotidiano, ora levità ora graffiante presenza in un'inedita realtà poetica.
Sue opere sono esposte in importanti musei e collezioni private fra cui il MOMA di New York, l'Art Institute di Chicago e quello di Boston, la Staatsgalerie Stuttgart di Stoccarda, il Cabinet des Estampes della Biblioteca nazionale di Francia, le Gallerie d'Arte Moderna di Torino, La Spezia e Marsala (Trapani), la Raccolta di Grafica Contemporanea di Pisa, la Collezione Martha Jackson di New York, la Pinacoteca Civica di Pieve di Cento (FE) e in diverse collezioni private italiane ed estere.
Scomparso il 29 giugno 2002, dispone nel proprio testamento che venga donato alla città natale un prezioso patrimonio di 2866 opere (2238 dipinti e grafiche di autori contemporanei e 628 opere della propria produzione) e che venga costruito un museo della città, luogo di esposizione, valorizzazione e formazione artistica per le nuove generazioni.https://www.moma.org/artists/1306